# 胡里改路
胡里改路，又称鹘里改路，是金朝的路。在会宁府以东，南为恤品路、合懒路。
範圍大致為西接上京路，东南至虎林、饶河一带接恤品路，东北至大海，即鄂霍次克海，“东极乌底改、吉里迷诸野人之境”，即除中國東北北部外還包括今俄罗斯境内黑龙江以北、乌苏里江以东的广大地区。

## 名稱由來
金代的地方行政区划，多以所在山川命名，如蒲与路以乌裕尔河命名、合懒路以合懒水（海兰河）命名、恤品路以恤品河（绥芬河）命名一样，胡里改路以牡丹江命名，又称鹘里改路。
牡丹江，唐时称忽汗河，金代称胡里改江，又叫鹘里改江。明末时被后金称为庫爾喀河（野人女真庫爾喀部的来源）。

## 历史

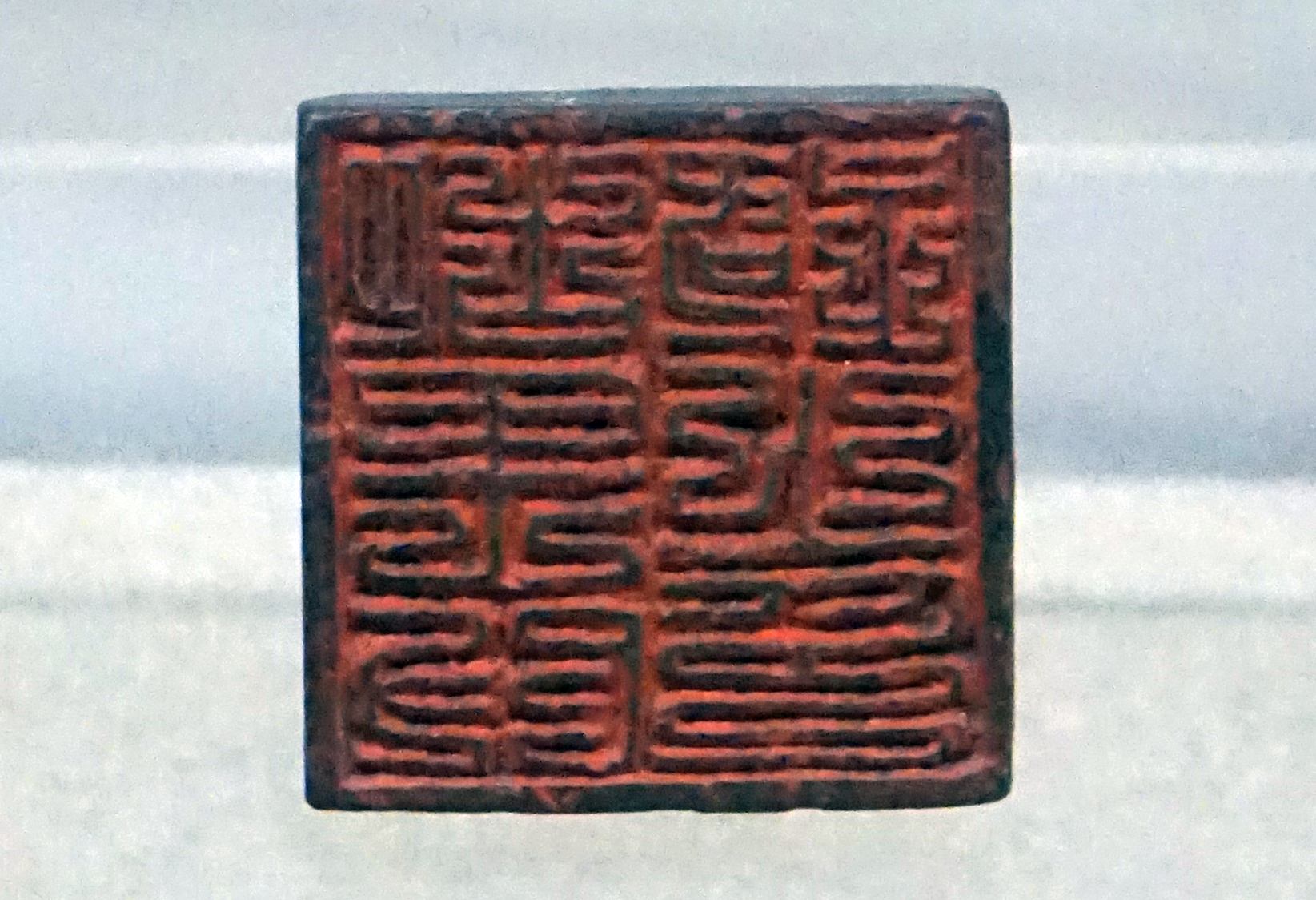
黑龙江博物馆的胡里改路之印

胡里改路所轄之地甚廣，唐朝時设黑水都督府，辽朝時设五国部节度使，為生女真五國部所居住之地。亦是金朝皇族完顏部興起之地。
金朝初年设万户，天会八年（1130年）七月，将宋徽宗、宋钦宗迁到胡里改路。完颜亮设节度使。承安三年（1198年），设节度副使。治所在今黑龙江省依兰县喇嘛庙，元朝为胡里改万户府。明朝为忽儿海卫。

## 居民
据有关文献记载，商周时期活跃在这一地区的，是东北地区最早见于文献的肃慎族，两汉时改称挹娄。有人考证挹娄的活动地带是今依兰县。南北朝时称勿吉，隋唐时称靺鞨。到了辽，这里的居民建立了著名的五国部。
此外，胡里改路由於所轄範圍廣大，居民還包括黑龍江下游的吉里迷人、烏底改人等部族。

## 治所
胡里改路治所在何处，史学界莫衷一是，主要有4种说法：
其一，依兰城镇东12里的喇嘛庙
其二，依兰城北旧城，即五国城
其三，依兰县土城子乡古城、即土城子
其四，桦川县悦兴乡万里河通村古城。即瓦里霍吞古城。 